# Creutzwald
Creutzwald là một xã trong vùng Grand Est, thuộc tỉnh Moselle, quận Boulay-Moselle, tổng Bouzonville. Tọa độ địa lý của xã là 49° 12' vĩ độ bắc, 06° 41' kinh độ đông. 

## Thông tin nhân khẩu
| 1962   | 1968   | 1975   | 1982   | 1990   | 1999   |
| ------ | ------ | ------ | ------ | ------ | ------ |
| 13.649 | 14.471 | 15.540 | 15.060 | 15.169 | 14.360 |